# Волга (автомобил)
Вижте пояснителната страница за други значения на Волга.
„Волга“ е руска марка автомобили, произвеждани във фабриките на „ГАЗ“ (собственик Олег Дерипаска) в Нижни Новгород. Марката се ражда като заменя почитаната ГАЗ Победа през 1956 г. Със своя модерен дизайн, тя се превърща в символ на високия статут в съветската номенклатура.
Автомобилите Волга са традиционно използвани за таксита, коли за преследване на пътната полиция, както и линейки (базирани на хетчбек версиите).
През годините се произвеждат четири поколения на Волги, като всяко поколение претърпява по няколко актуализации по време на производствения план.
Първият модел „Волга“ е от 1956 година под името „ГАЗ 21“.
Актуалният модел „ГАЗ 31105“ (технология от 1969 г.) струва около 8000 USD без екстри и се призвежда от 2004 г. Преимуществата са лесна поддръжка и здравина. Недостатък е високият разход на гориво – 12 л/100 км.
Планирано е през 2006 година 1/4 от автомобилите ще бъдат с двигатели на „Даймлер-Крайслер“, а в следващите 2 години произвежданите модели да бъдат изцяло заменени от модификации на моделите „Крайслер Сибринг“ и „Додж Стратус“. „ГАЗ“ прави възможно това, като купува производствените мощности и лицензите през 2006 година.
Официален сайт на „Группа ГАЗ“ – www.gazgroup.ru.

## Първа поколение на ГАЗ-21 Волга
Първият модел Волга е била първоначално разработен като заместител на много успешната ГАЗ-M20 Победа която е среден клас автомобил, който се произвежда от 1946 г. Въпреки много прогресивния си хечбек дизайн, бързото развитие на следвоенния автомобилен дизайн и автомобилни системи водят до разглеждане на възможности за нейни наследници през 1951 г. През 1952 г. проекта за заместник се фокусира в две посоки: Звезда (Star), еволюция на стила на Победа с панорамни прозорци и Волга с конвенционален стил, който е по-реалистичен и подходящ за производствените реалности през 1950-те години.

## Второ поколение, наГАЗ-24,ГАЗ-3102иГАЗ-3110
Планираната подмяна на ГАЗ-21 Волга започва през 1961 г. По това време автомобилната индустрия в Северна Америка се възприема като световен лидер в дизайнa и иновациите, и това кара съветската страна да се пробва да я последва. Въпреки популисткия лозунг на Никита Хрушчов „да догоним и надминем американците“, съветската планова икономика не може да си позволи да следва американската традиция за промяна на колата през всяка една година за модела, нито централизираните съветски фабрики са физически способни да го постигнат. Затова е взето по-консервно решение, че типично един автомобил ще се държи 7-10 години конвейера, което е период типичен за Европа. ГАЗ-24 Волга е планирано да има такъв живот, и да се произвежда само през 1970-те години. Въпреки това, дори преди своята премиера през 1968 г., тя вече изостава от графика си и когато в СССР започва период на стагнация след съветската икономическа реформа Алексей Косигин през 1965 г., колата се превръща в икона на тази епоха, както естетически така и технически. Разработена в средата на 1960-те години, и след първоначално производство, продължило повече от десетилетие и половина, претърпява поредица от модернизации и козметични подобрения, и след неуспешните опити за намиране на заместител (ГАЗ-3105, ГАЗ-3111 и Siber), колата се произвжда повече от четиридесет години до 2009 година.